# Udo Arndt
Udo Arndt (né le 4 décembre 1948 à Arolsen) est un producteur allemand de musique.

## Biographie
Après avoir abandonné les études de sciences politiques et d'histoire, Udo Arndt et des amis de son groupe scolaire The Safebreakers fondent le groupe Orange Surprise à Berlin en 1968, qui devient Os Mundi en 1969 et sort deux albums. Après la dissolution en 1975, Arndt fait un stage dans le studio d'enregistrement de l'Evangelical Broadcasting Service Berlin/ERD. Afin d'apprendre à utiliser l'équipement technique disponible, à partir de 1977, il invite régulièrement des artistes et des groupes berlinois au studio ERD et réalise des enregistrements de démos gratuitement pour eux. Parfois, il enregistre des concerts de groupes locaux dans des clubs de Berlin-Ouest avec une machine à quatre pistes.
La rumeur de son talent le fait connaître au photographe Jim Rakete, qui est manager de groupes et vient de fonder la « Fabrik ». Arndt travaille avec plusieurs artistes de la « Fabrik » pour les maisons de disques CBS et RCA, dont Nena et Spliff en particulier qui connaissent un succès sensationnel. Udo Arndt reçoit les commandes de production l'une après l'autre au cours des vingt années suivantes, ce qui fait de lui un équivalent de Conny Plank pour la scène musicale en Allemagne.
Udo Arndt vit à Dénia, en Espagne, depuis 2004 et ne travaille qu'occasionnellement avec des amis artistes et des collègues dans son propre « studio d'enregistrement SOMA » ; « SOMA » est l'abréviation de « Studio of Modern Arndt ».

## Production
Les productions d'Arndt, qui fut engagé à plusieurs reprises en tant qu'ingénieur du son, producteur ou coproducteur dans le « AUDIO-Tonstudio » de Berlin, comprennent des albums d'artistes et de groupes aussi divers que Nena, Rio Reiser, Ulla Meinecke, Heiner Pudelko & Interzone, Annette Humpe, Stephan Remmler (de), Curt Cress, Ton Steine Scherben, Spliff, Peter Holler, Alan Woerner, Rainbirds, Katharina Franck, Juliane Werding, Stefan Waggershausen, Pe Werner, Achim Reichel, Peter Hofmann et Vanilla Ninja.
Pour certaines productions, Arndt utilise le pseudonyme "Umberto Armati". Lui et le claviériste de Spliff Reinhold Heil ont également travaillé ensemble sous le nom de « Die Kuhjaus ».
En tant que compositeur, Udo Arndt est l'auteur de la bande originale du film de Katja von Garnier Bandits, sorti en 1997, qu'il écrit et produit avec Peter Weihe.